# Douglas Howard
Lady Douglas Howard (nota anche come Lady Douglas Sheffield, baronessa Sheffield; 1543 – Londra, dicembre 1608) è stata una nobildonna inglese, nota per essere stata l'amante di Robert Dudley, I conte di Leicester, favorito della regina Elisabetta I, e la madre di suo figlio naturale, anche lui chiamato Robert.

## Biografia
Douglas Howard nacque nel 1543 come figlia maggiore di William Howard dalla sua seconda moglie, Margaret Gamage, nonché cugina delle regine Anna Bolena e Caterina Howard. Venne chiamata in onore della sua madrina, Margaret Douglas.
Nel 1559, venne mandata a corte come damigella d'onore, dove attirò l'attenzione di John Sheffield, II barone Sheffield (1538 - 1568), con cui convolò a nozze l'anno seguente. Dal loro matrimonio, terminato il 10 dicembre 1568 con la morte del barone, nacquero due figli.
Nel corso nel 1569, Douglas conobbe e divenne l'amante di Robert Dudley, I conte di Leicester e grande favorito della regina Elisabetta I. La loro relazioni durò diversi anni e Douglas sperava che infine lui l'avrebbe sposata, motivo per cui rifiutò diversi altri pretendenti, ma Dudley le rivelò, in lettere sopravvissute fino ad oggi, che sposarsi non era per loro possibile a causa della possessività della regina nei suoi confronti e la esortò ad accettare una proposta di matrimonio alternativa. Oltre al rifiuto di sposarla, la relazioni fra i due era tesa perché Dudley era corteggiato anche dalla sorella di Douglas, Frances Howard, e le due finirono presto in un'accesa competizione per il suo amore, che attirò su entrambe lo sfavore della regina, come notato in una lettera del cortigiano Gilbert Talbot datata 11 maggio 1573.
Nonostante tutto, il 7 agosto 1574 Douglas diede a Dudley un figlio naturale, che chiamò pure Robert. Dudley riconobbe in via ufficiosa la paternità del bambino, che era anche il suo primogenito, e provvide perché avesse un tenore di vita adeguato e, in seguito, la migliore istruzione.
Non è possibile stabilire con certezza quando la relazione s'interruppe, a causa delle successive vicende che videro Douglas e suo figlio sostenere l'esistenza di un matrimonio segreto fra i due amanti. Secondo Douglas, che perorò il suo caso nel 1604, Dudley pose fine alla relazione con lei nel 1578, poco prima di manifestare l'intenzione di sposare Lettice Knollys. Sostenne che Dudley le diede appuntamento nel giardino di Greenwich e le intimò di "ripudiare il matrimonio celebrato fra loro" in cambio di una rendita di 700 sterline per lei e il bambino. Al suo rifiuto, Dudley minacciò di lasciarla senza un soldo e di rovinarle la reputazione dichiarando che il piccolo non era suo, e la maltrattò finché lei non accettò l'offerta. Sostenne anche che in seguito si rifiutò di cedere la custodia del figlio al padre perché temeva che, se lo avesse fatto, lui le negasse di vederlo o che lo avrebbe fatto uccidere, ma i documenti coevi risulta che il piccolo Robert crebbe senza opposizione nelle residenze Leicester, neche i contatti fra madre e figlio fossero in alcun modo limitati.
Il 29 novembre 1579 Douglas sposò Edward Stafford, la cui madre, Dorothy Stafford, era un'amica intima della regina. Dal 1583 al 1591 Stafford servì come ambasciatore a Parigi presso Enrico III di Francia e condusse con sé sua moglie, la quale divenne una figura influente a corte come consigliera e amica della regina francese, l'italiana Caterina de' Medici. Secondo le fonti, Stafford era innamorato di sua moglie, ma era anche un nemico politico e personale del conte di Leicester e di conseguenza i sentimenti residui di Douglas per lui crearono tensione fra i coniugi e peggiorarono la relazione fra Dudley e Stafford fino alla morte del primo nel 1588. La coppia ebbe comunque due figli, che però non sopravvissero.
Nella seconda metà del 1603, dopo la morte di Elisabetta I, il figlio di Douglas, Robert, iniziò a reclamare i titoli di suo padre e suo zio (conte di Leicester e conte di Warwick) sulla base di un matrimonio segreto fra i suoi genitori, di cui gli sarebbe stato riferito da un certo Thomas Drury, il che lo rendeva l'erede legittimo. Alla fine del 1604, con grande scalpore, il caso fu portato alla Camera Stellata. La corte ascoltò novanta testimoni per Robert Dudley e cinquantasette per la vedova Lettice Knollys. Douglas non prese parte al procedimento di persona, ma rilasciò una dichiarazione giurata in cui dichiarava che lei e Dudley si erano scambiati una promessa di matrimonio vincolante a Cannon Row, Westminster, nel 1571, e si erano poi sposati effettivamente nell'"inverno" 1573, a Esher. Tuttavia, non fu in grado di fornire la data esatta, né il nome del celebrante, e i dieci testimoni delle nozze da lei dichiarati erano tutti già morti. Quanto al suo matrimonio con Stafford, che la rendeva, secondo le sue stesse dichiarazioni, colpevole di bigamia e adulterio, dichiarò che Dudley aveva tentato di avvelenarla per liberarsi della minaccia che lei rappresentava, e che si era quindi sposata per preservare la sua vita. Alla fine, la Camera deliberò contro Robert Dudley, multò diversi suoi testimoni e dichiarò che era stato ingannato da Drury, che aveva agito sperando in un ritorno economico.
Stafford morì nel 1605 mentre il processo era ancora in corso. Prima di morire, dichiarò alla corte che Robert aveva minacciato e terrorizzato sua madre perché lo sostenesse nelle sue e rivendicazioni e che, nel dicembre 1579, tanto per interesse personale quanto su invito della regina, aveva personalmente interrogato la moglie, e lei aveva risposto che, essendosi ingenuamente concessa a lui in tutto e per tutto, Dudley non aveva nessun motivo per sposarla, né lei aveva alcuna arma per convincerlo a farlo. La questione fu ripresa postuma dalla Camera dei Lord nel XIX, senza esito, e la storiografia moderna è divisa sulla questione.
Douglas Howard morì nei primi giorni di dicembre 1608. Nel suo testamento, lasciò buona parte dei suoi beni al figlio Robert, definito "onorevole e amato", fra cui un lussuoso letto con biancheria in velluto nero.

## Discendenza
Dal suo primo matrimonio ebbe una figlia e un figlio:
- Elizabeth Sheffield (morta nel novembre 1600). Il 9 novembre 1582 sposò Thomas Butler, X conte di Ormond; da cui ebbe tre figli.
- Edmund Sheffield, I conte di Mulgrave (7 dicembre 1565 - 6 ottobre 1646). Si sposò due volte, prima con Ursula Tyrwhitt (sposata nel 1581, morta nel 1619; figlia di Robert Tyrwhite ed Elizabeth Oxenbridge), da cui ebbe diciassette figli (sei maschi e undici femmine), e poi con la sedicenne scozzese Mariana Irwin (sposata il 4 marzo 1619, figlia del suo maestro di ballo William Irwin, che aveva servito anche i principi Enrico e Carlo), da cui ebbe cinque figli (tre maschi e due femmine).
  - Charles Sheffield;
  - John Sheffield;
  - Edmund Sheffield;
  - William Sheffield;
  - Philip Sheffield;
  - George Sheffield;
  - Mary Sheffield, che sposò Ferdinando Fairfax e fu madre di Thomas Fairfax;
  - Magdalen Sheffield;
  - Elizabeth Sheffield;
  - Tryphena Sheffield;
  - Dorothy Sheffield;
  - Douglas Sheffield;
  - Margaret Sheffield;
  - Ursula Sheffield;
  - Sarah Sheffield;
  - Anne Sheffield;
  - Frances Sheffield, che sposò Philip Fairfax di Steeton e fu madre di William Fairfax.
  - James Sheffield, capitano;
  - Thomas Sheffield, colonnello;
  - Robert Sheffield;
  - Margaret Sheffield;
  - Sarah Sheffield.

Durante la vedovanza, ebbe un figlio illegittimo dal suo amante Robert Dudley, I conte di Leicester:
- Robert Dudley (1574 - 1649). Esploratore e cartografo, tentò inutilmente di ottenere la in patria la legittimazione della propria nascita, che fu invece riconosciuta, insieme ai titoli, sul continente. Si sposò due volte ed ebbe venti figli.

Dal suo secondo matrimonio, contratto nel 1579, ebbe due figli che morirono in giovane età, i cui nomi non sono noti e sul cui sesso le fonti non sono concordi, dal momento che si parla di due figli così come di due figlie.